# Löchligut
Das Löchligut (auch Löchliguet) ist ein Quartier der Stadt Bern. Es gehört zu den 2011 bernweit festgelegten 114 gebräuchlichen Quartieren und liegt im statistischen Bezirk Breitfeld des Stadtteils V Breitenrain-Lorraine. Es befindet sich  am Hang an der Stadtgrenze zwischen dem Ostufer der Aare und Ittigen im Westen (dazwischen liegen auf der Anhöhe die Autobahn A1 und die Gleisanlagen der Bahnstrecke Olten–Bern). Es ist über die Quartiere Wylerholz und Wankdorffeld im Süden mit der Stadt verbunden.
Im Jahr 2022 lebten im Quartier 207 Einwohner, davon 177 Schweizer und 30 Ausländer.
Benannt ist es nach einem früheren grossen Landgut. An der Aare befinden sich Kleingärten, darüber eine Bebauung mit  einzeln stehenden Ein- und Mehrfamilienhäusern.
Der Bus 36 der RBS verbindet das Quartier mit Münchenbuchsee und Breitenrain (ins Zentrum muss man dort umsteigen). Die Anbindung wird als schlecht angesehen.
Die 1959 als Vermarktungsgemeinschaft gegründete Blumenbörse Bern (heute Genossenschaft Berner Blumenbörsen) ist im Quartier ansässig. Voraussichtlich im November 2024 verlegt sie ihren Engrosmarkt und den Hauptsitz nach Kerzers. Bereits per 1. Januar 2023 hat die Impact Immobilien AG von der Genossenschaft Berner Blumenbörse die Liegenschaften im Baurecht der Burgergemeinde Bern erworben.